# Z-Maschine

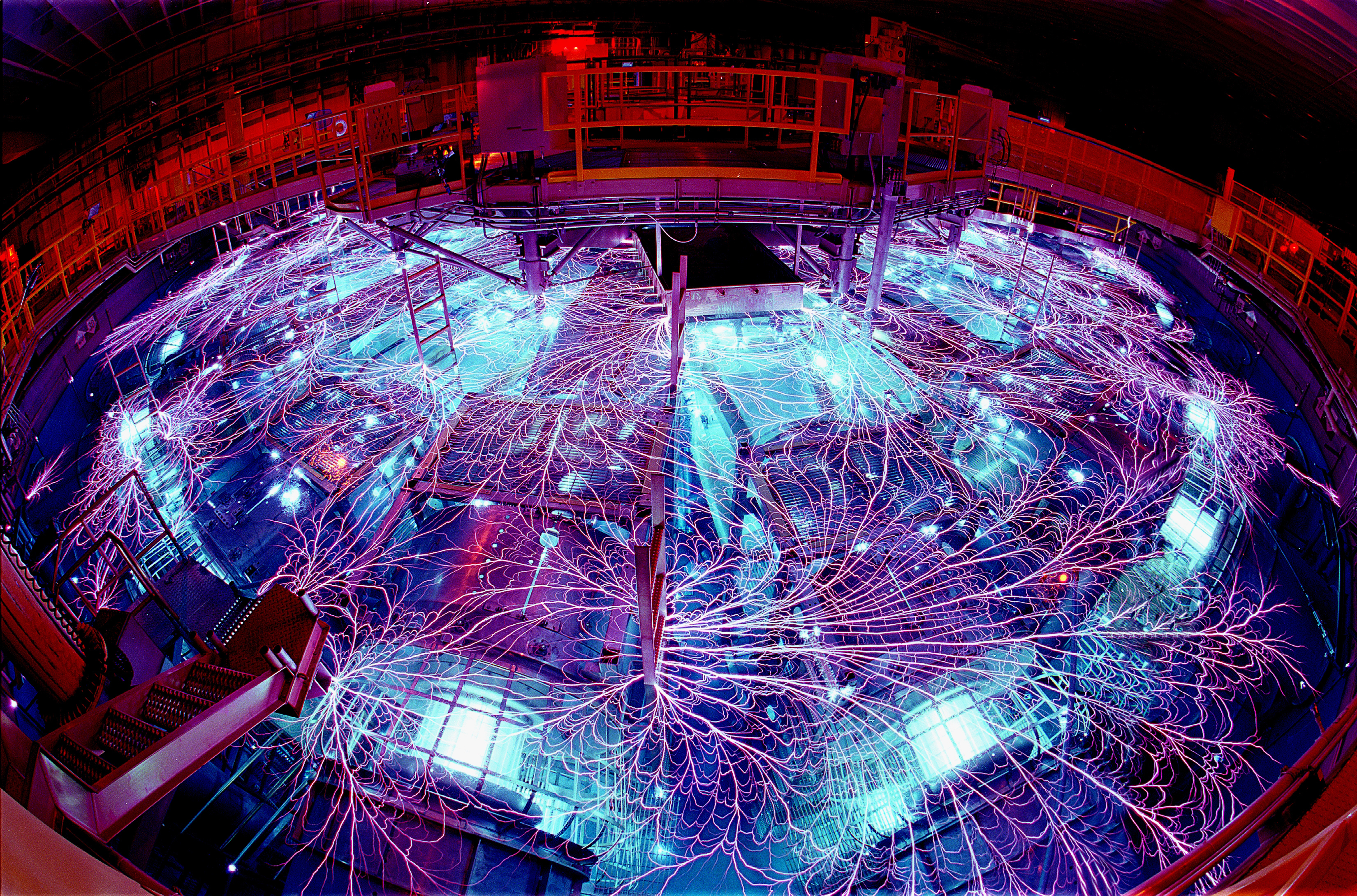
Z-Maschine (2012). Gleitentladungen auf der Wasseroberfläche.

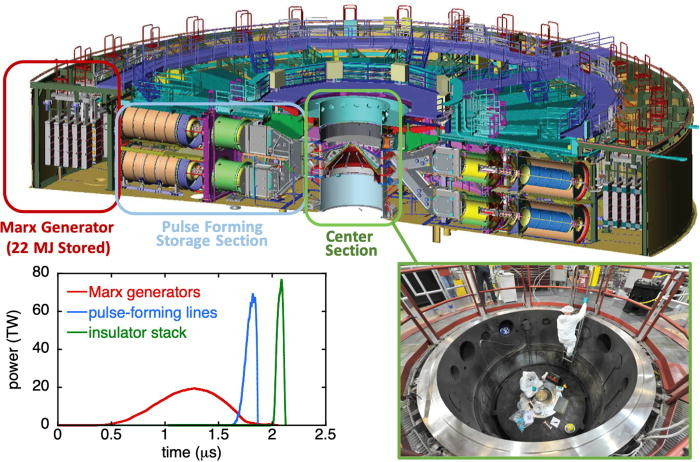
Aufbau der Z-Maschine (2020)

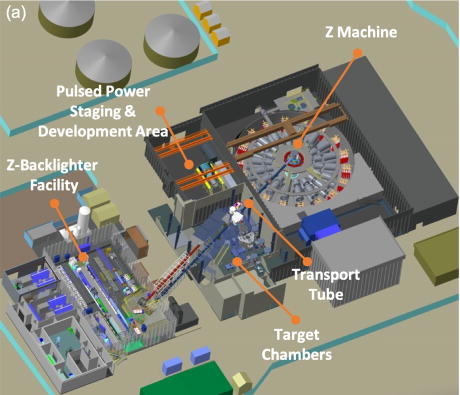
Gebäudekomplex der Z-Maschine (2020)

Die Z-Maschine oder offiziell die Z Pulsed Power Facility (umgangssprachlich kurz "Z") ist eine experimental-physikalische Versuchsanlage, um Materialversuche unter sehr hohen Temperaturen {\displaystyle \gg } 1 Mio. Grad Celsius und extremen Druckverhältnissen {\displaystyle \gg } 10 Mbar durchzuführen. Man ordnet die Physik von derartigen Anlagen der Hochenergiedichtephysik zu. 
Der Betreiber von Z sind die Sandia National Laboratories (SNL) in Albuquerque, New Mexico, USA. Die Anlage hat einen Doppelnutzen, d. h. wird für zivile als auch militärische Zwecke genutzt. Sandia ist das nichtnukleare Labor des US-amerikanischen Kernwaffenkomplex und betreibt eine einzigartige Infrastruktur zur Forschung und Entwicklung. Sandia war ursprünglich die "Z-Division" in dem Manhattan Engineer District (MED).
Der Name ist abgeleitet von
- der vertikalen Austrittsrichtung der Röntgenstrahlen (siehe auch Z-Achse) und
- den vertikal verlaufenden Drähten (siehe Aufbau).

Die Z-Maschine ist ein Beispiel für eine Pinch-Anordnung und beruht auf dem Pincheffekt, d. h. eine Kompression oder Einschnürung (siehe Literatur).

## Geschichte
Z ist eine Gepulste Energieanlage oder Pulsenergieanlage. Die Anfänge dieser Experimentalanlagen geht bis in die 1950er Jahre und dortigen Forschungsaktivitäten zurück. Erste theoretische Überlegungen zu magnetischen Einschlüssen stammen aus den 1930er Jahren.
Frühere Maschinen oder experimentelle Aufbauten waren Columbus-II, Columbus S-2, oder das Perhapsatron S-5 am Los Alamos National Laboratory (LANL). Es gab auch Experimente zur "Einschnürung" in Großbritannien (Harwell) oder anderen Ländern, z. B. Russland, China oder Frankreich.
Die Anlage Z ging etwa 1996 in Betrieb. Z ist eine von vielen Plusenergieanlagen am SNL.

## Forschungsaktivitäten

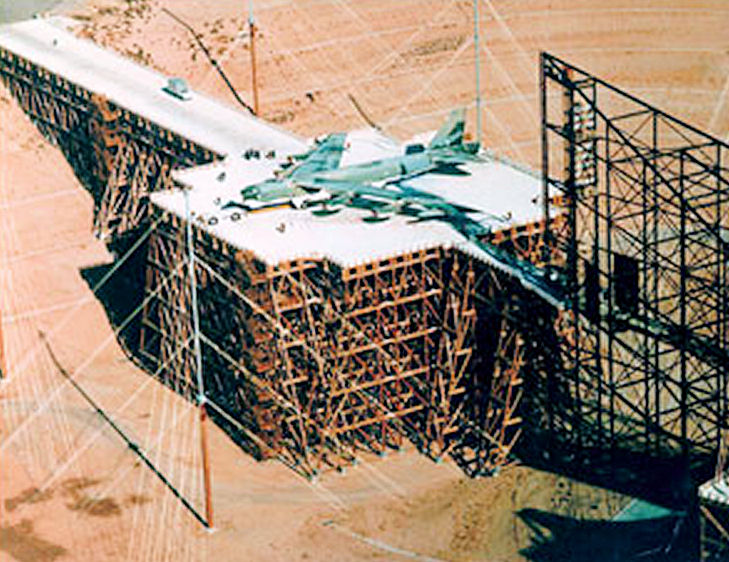
Simulator an der Kirtland AFB für einen elektromagnetischen Puls (EMP) mit einer B-52 ca. 1980

Mit der Z-Maschine werden verschiedene Teilbereiche der Physik erforscht. Es wird beispielswiese an Themen der Astrophysik, Plasmaphysik, Zustandsgleichungen, oder Kernfusion geforscht.
Z kann als Energiequelle für Trägheitsfusion genutzt werden. Die Anlage ist eine der leistungsstärksten, künstliche Röntgenquellen; diese Eigenschaft wird ebenfalls für Versuche genutzt.
Z dient ursprünglich zu Testzwecken für die nationale Sicherheit der USA. Genauer können mit Z elektronische Komponenten von Kernwaffen o. a. Geräten getestet werden, um sicherzustellen, dass diese nicht durch benachbarte Kernexplosionen gestört werden (vgl. Elektromagnetischer Impuls und andere Störeffekte).
Einer der leitenden Wissenschaftler ist Thomas W. L. Sanford.

## Aufbau

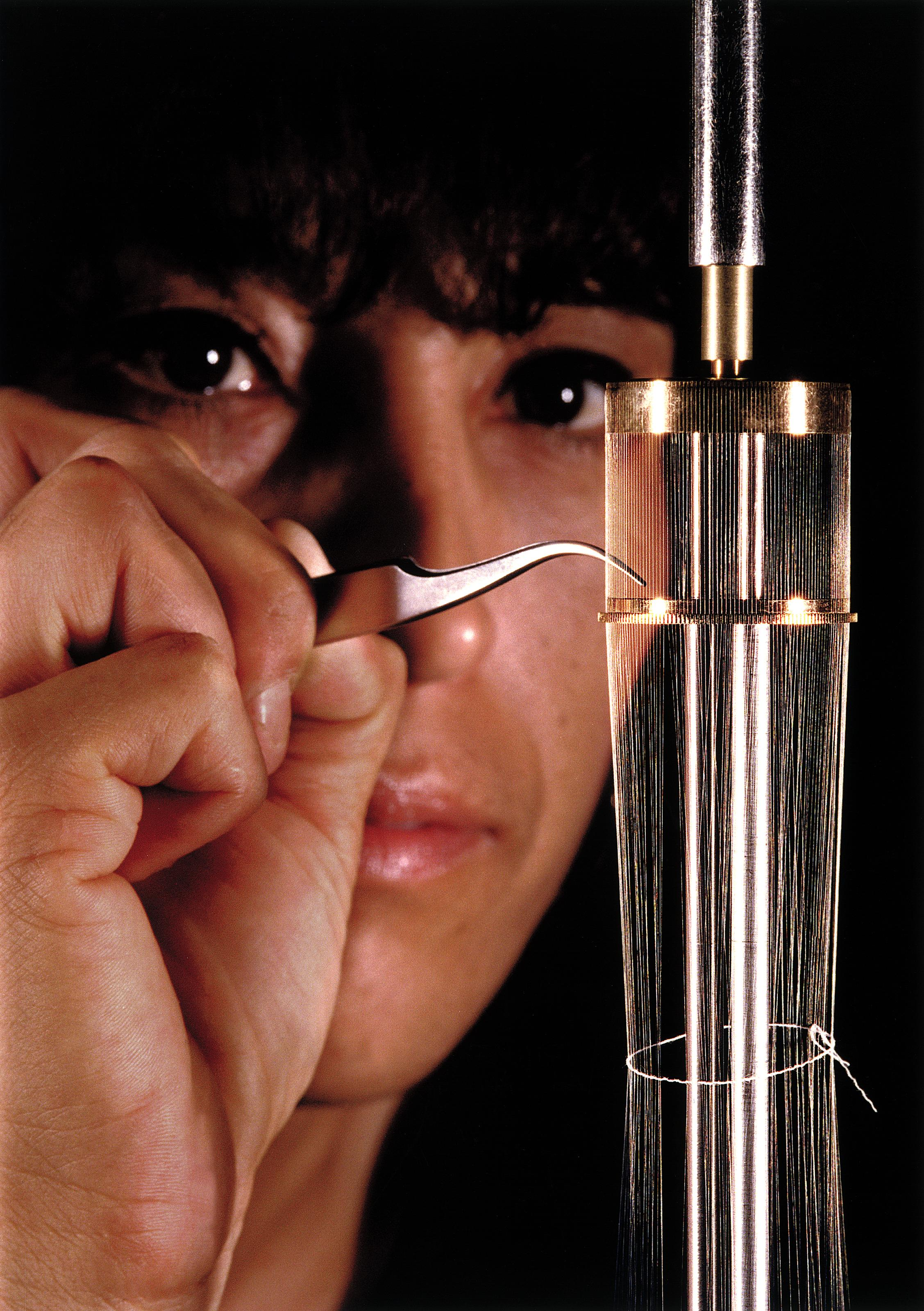
Drähte mit einem Durchmesser von 1/10 eines menschlichen Haares werden von einem Techniker der Z-Anlage für ein Experiment aufgebaut. (2013)

Die Z-Maschine ist ein rundes Gefäß mit einem Durchmesser von 33 m und einer Höhe von 6 m mit 36 Marxgeneratoren und radial angeordneten Pulsformungsnetzwerk (PFN). In der Mitte des Gefäßes, das zur Isolierung mit deionisiertem Wasser gefüllt ist, befindet sich eine Vakuumkammer mit 3 m Durchmesser. In dieser befindet sich die sogenannte Z-Pinch, eine zylindrische Anordnung aus 300 in Z-Richtung verlaufenden, parallelen Wolframdrähten in der Form eines Zylinders mit einer Höhe von ca. 20 cm. Die Wolframdrähte haben einen Durchmesser von 10 µm, etwa 1/7 der Dicke eines menschlichen Haares. Im Zentrum dieses Drahtzylinders sind verschiedene Experimente platziert, zum Beispiel eine Fusionskapsel, ein dünner Metallzylinder mit einem Gemisch aus Deuterium und Tritium. Damit die Atomkerne fusionieren können, muss die Kapsel auf einen Bruchteil ihrer ursprünglichen Größe komprimiert und außerordentlich hoch erhitzt werden. Durch Bremsstrahlung entsteht bei der Draht-Implosion sehr intensive Röntgenstrahlung.
Während einer Zeit von weniger als 100 Nanosekunden fließt ein elektrischer Strom von 26 MA (Millionen Ampere) gleichzeitig durch die feinen Wolframdrähte im Zentrum. Sie verdampfen dadurch schlagartig und verwandeln sich in ein heißes Plasma. Der Stromfluss erzeugt sodann ein starkes Magnetfeld in dem (elektrisch leitenden) Plasma, welches radial zur senkrechten Achse stark komprimiert und erhitzt wird (sogenannter Pinch-Effekt). Dadurch wiederum erhitzt das Plasma das Wandmaterial des Proben-Zylinders in dessen Innerem auf eine Temperatur von bis zu einigen Milliarden Kelvin. Der Zylinder sendet einen intensiven Röntgenpuls aus mit einer Spitzenleistung von 290 TW. Die Fusionskapsel wird auf einen Bruchteil ihrer ursprünglichen Größe zusammengepresst und dabei stark aufgeheizt. Für wenige Nanosekunden tritt hier die ca. 80fache Leistung aller Kraftwerke der Erde auf.
Die elektrische Energie von Z wird durch Marx-Generatoren bereitgestellt. Es ist ca. 1 Schuss pro Tag möglich. Zur Diagnose und für weitere Versuche können Laserstrahlen verschiedener Laser zum Target geführt werden.

## Betrieb
2003 gelang es den Wissenschaftlern, durch den Röntgenpuls von 120 TW die Fusionskapsel auf ein Sechstel ihres ursprünglichen Durchmessers zu komprimieren. Die Dichte der Deuteriumkerne stieg dabei auf das Zweihundertfache. Unter diesen Bedingungen werden zwei Kerne der schweren und überschweren Wasserstoffisotope Deuterium und Tritium so dicht zusammengebracht, dass sie zu einem Heliumkern verschmelzen. Die Forscher schätzen, dass ihre Fusion eine Energie von etwa 4 mJ freisetzte.
2006 wurde bekanntgegeben, dass ein Plasma mit einer Temperatur von über 2 Milliarden Kelvin erzeugt werden konnte, eine Temperatur, die höher ist als die im Inneren von Sternen (im Kern der Sonne werden beispielsweise lediglich ca. 15 Millionen Kelvin erreicht). Zudem war die Energie der abgegebenen Röntgenstrahlung viermal so groß, wie es bei der zugeführten Menge kinetischer Energie zu erwarten gewesen wäre. Diese Ergebnisse konnten bisher zwar über einen Zeitraum von 14 Monaten mehrfach experimentell bestätigt, jedoch noch nicht vollständig erklärt werden.
Von 2007 bis 2009 wurde die Z-Maschine zur „ZR-Maschine“ überarbeitet. Die neu installierte Hardware, v. a. stärkere Marxgeneratoren, erlaubt Ströme von bis zu 26 MA, statt zuvor 18 MA, und Anstiegszeiten innerhalb von 95 ns. Die Strahlungsleistung wurde auf 350 TW erhöht und Energieabgabe in Form von Röntgenstrahlung auf 2,7 MJ.
Unter den im Jahre 2018 durchgeführten 152 Entladungen waren 32 Strahlungsexperimente, 54 Materialuntersuchungen und 49 Fusionsexperimente.